# Jan Krekels

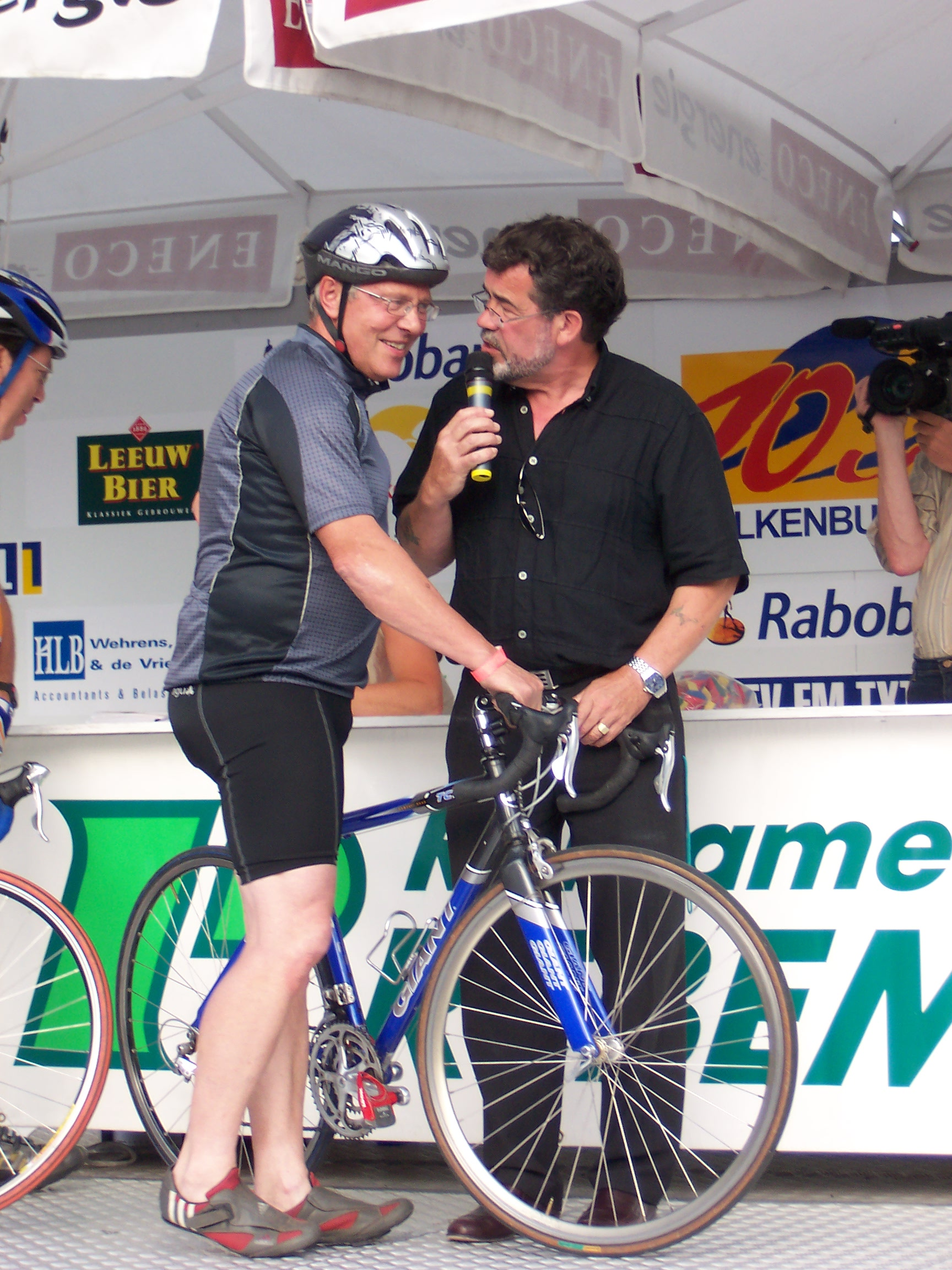
Jan Krekels (2006)

Jan Jozef Alfons Franciscus Krekels (* 26. August 1947 in Sittard) ist ein ehemaliger niederländischer Radrennfahrer und Olympiasieger.
Als Amateur war Jan Krekels sehr erfolgreich: Bei den Olympischen Sommerspielen 1968 in Mexiko errang er die Goldmedaille im Mannschaftszeitfahren, gemeinsam mit Joop Zoetemelk, René Pijnen und Fedor den Hertog; im olympischen Straßenrennen wurde er Elfter. Zuvor hatte er sich durch seine Siege bei der Österreich-Rundfahrt und anderen Rennen wie der Ronde van Overijssel, dem Omloop der Kempen und dem Archer Grand Prix empfohlen.
1969 wurde Krekels Profi. Er gewann 1969 den Grand Prix d’Orchies, 1970 die Acht van Chaam und 1972 die Ruta del Sol. 1977 wurde er niederländischer Vize-Meister im Straßenrennen. Dreimal startete er bei der Tour de France, 1971 gewann er die 19. Etappe. Der 50. Platz 1971 war sein bestes Ergebnis in der Gesamteinzelwertung.